# Muzeum Walki Macedońskiej
Muzeum Walki Macedońskiej (mac. Музеј на македонската борба, trl. Muzej na makedonskata borba) – muzeum w Skopje, na lewym brzegu Wardaru. Działalność instytucji koncentruje się na przedstawieniu historycznych, kulturalnych i rewolucyjnych tradycji Macedonii i Macedończyków w ich wielowiekowej walce o utworzenie własnego państwa narodowego na Bałkanach.

## Nazwa

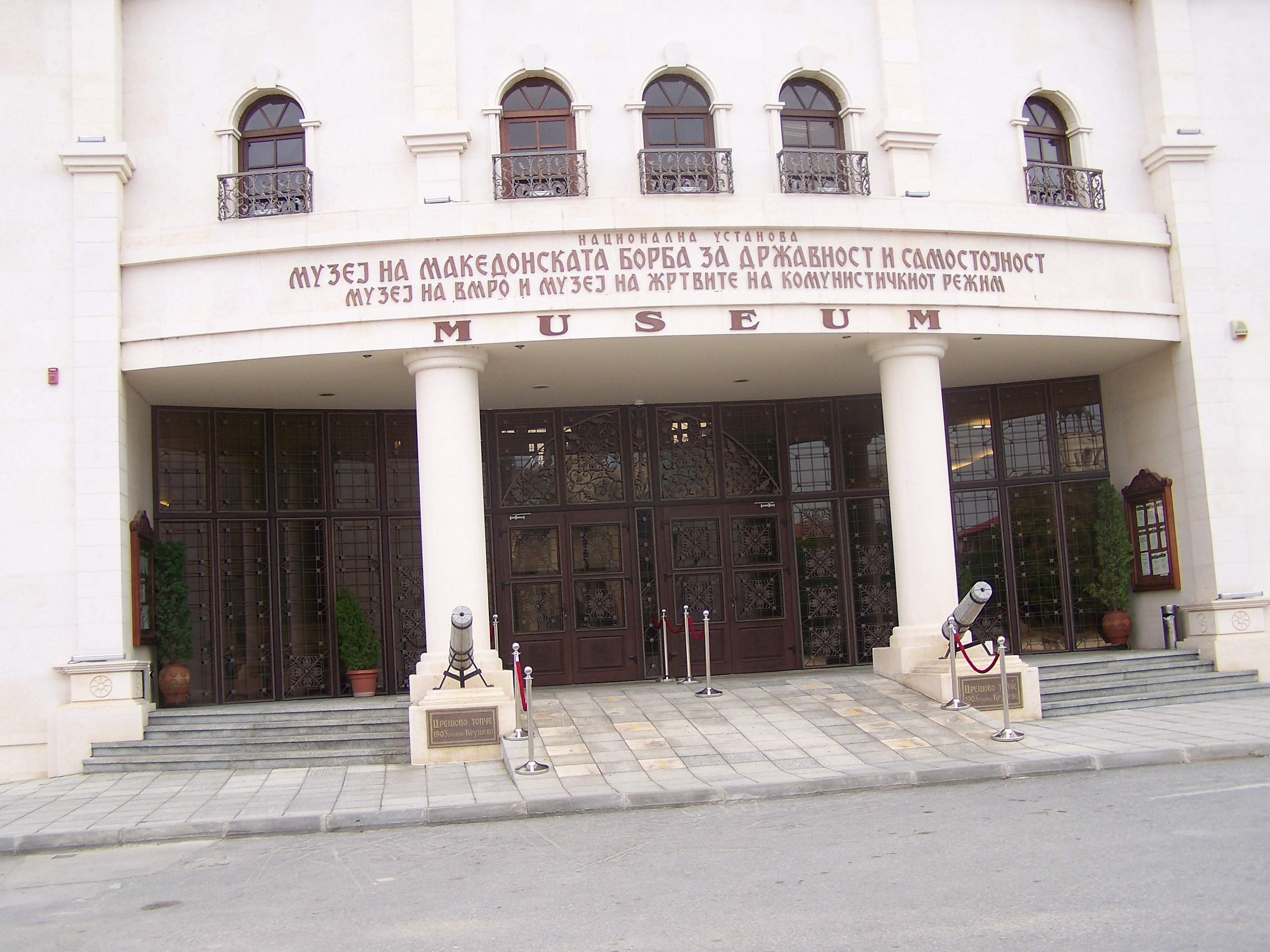
Wejście do budynku muzeum

Oficjalną nazwą muzeum, podawaną na jego witrynie internetowej, jest Музеј на македонската борба (trl. Muzej na makedonskata borba, pol. „Muzeum Walki Macedońskiej”). Nad wejściem do budynku muzeum znajduje się jednak napis o następującej treści: Музеј на македонската борба за државност и самостојност, музеј на ВМРО и музеј на жртвите од комунистичкиот режим (trl. Muzej na makedonskata borba za drżawnost i samostojnost, muzej na WMRO i muzej na żrtwite od komunisticzkiot reżim, Muzeum walki macedońskiej o państwowość i niepodległość, muzeum WMRO i muzeum ofiar reżimu komunistycznego).

## Historia
Muzeum Walki Macedońskiej zostało ustanowione decyzją rządu Republiki Macedonii z 31 lipca 2008 roku. Budowa budynku muzeum, będącego częścią projektu Skopje 2014 rozpoczęła się w 2008 roku i trwała trzy lata. Koszty budowy wyniosły 1 045 020 814 denarów (16 992 208 euro). Oficjalne otwarcie muzeum odbyło się 8 września 2011 roku, w 20. rocznicę zorganizowania macedońskiego referendum niepodległościowego.

## Opis
Muzeum mieści się w budynku o powierzchni 6435 m², w którym ekspozycje muzealne zajmują ponad 2000 m². Znajdują się w nim wystawy pokazujące eksponaty związane z historią, kulturą i działalnością rewolucyjną Macedończyków oraz ich doświadczeniami na drodze do zjednoczenia i stworzenia niepodległego państwa macedońskiego, w tym dokumentujące zmagania z różnymi udrękami czy opór przeciwko reżimowi komunistycznemu.

### Struktura organizacyjna
Instytucja jest podzielona na 13 wydziałów. W każdym z nich znajduje się wystawa dotycząca konkretnego okresu, wydarzenia lub postaci z historii narodu macedońskiego: zbrojnego oporu przeciwko osmańskim władzom w Macedonii; reform w Imperium Osmańskim i ich zastosowania w Macedonii w XIX wieku; powstania w Razłogu i Kresnie; politycznych, kulturalnych i edukacyjnych działań macedońskich intelektualistów w okresie sprzed powstania ilindeńskiego; działaczy Wewnętrznej Macedońskiej Organizacji Rewolucyjnej; rewolucyjnego roku 1903 podczas powstania ilindeńskiego i okresu istnienia Republiki Kruszewskiej; działalności Wewnętrznej Macedońskiej Organizacji Rewolucyjnej w okresie od końca powstania ilindeńskiego do rewolucji młodotureckiej; Macedonii w okresie rządów Młodoturków; wojen bałkańskich; Macedonii w czasie I wojny światowej; Macedonii w latach 1918–1941; ludowej wojny wyzwoleńczej z lat 1941–1944 oraz ofiar rządów komunistycznych.

## Zbiory

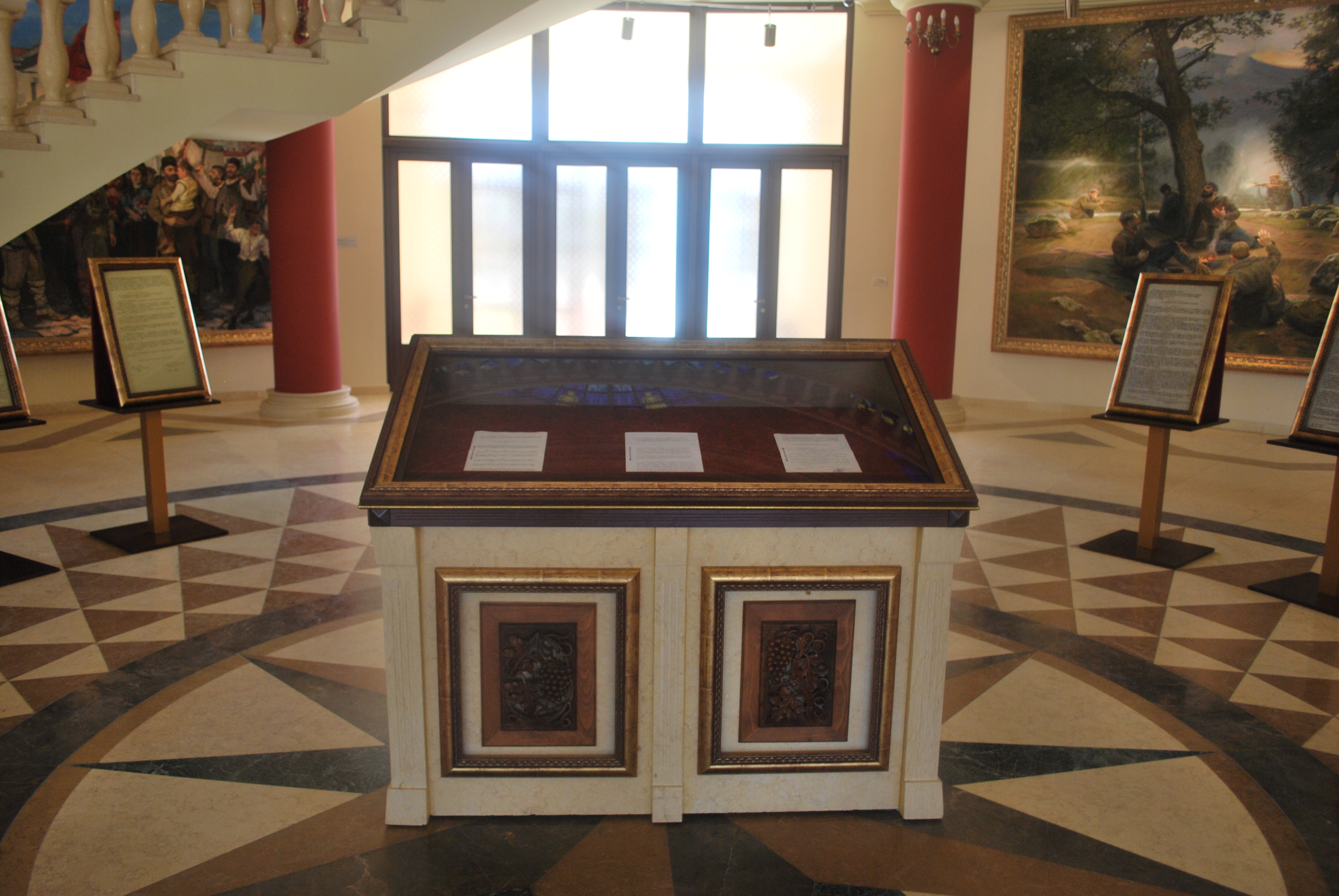
Gablota z deklaracją niepodległości Republiki Macedonii

W centralnej części holu budynku muzeum jest wystawiona deklaracja niepodległości Republiki Macedonii, którą w tym miejscu umieścił prezydent Ǵorge Iwanow w dniu otwarcia instytucji. W zbiorach muzeum znajdują się ponadto liczne obrazy, na których zostały ukazane ważne wydarzenia i postaci z macedońskiej historii oraz figury woskowe osób związanych z macedońską historią.

### Obrazy

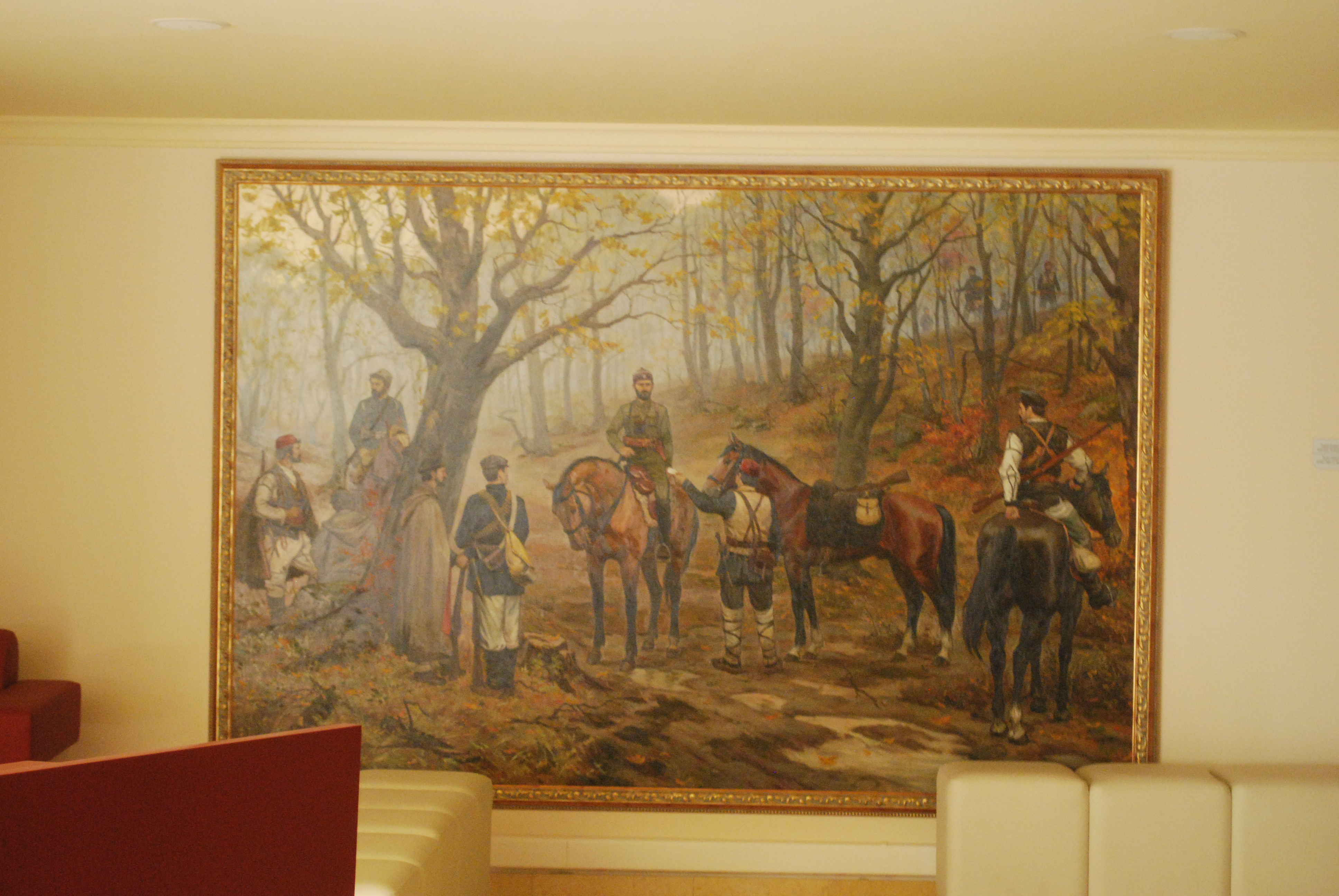
Obraz Todor Aleksandrow i jego oddział aurostwa Igora Jegorowa

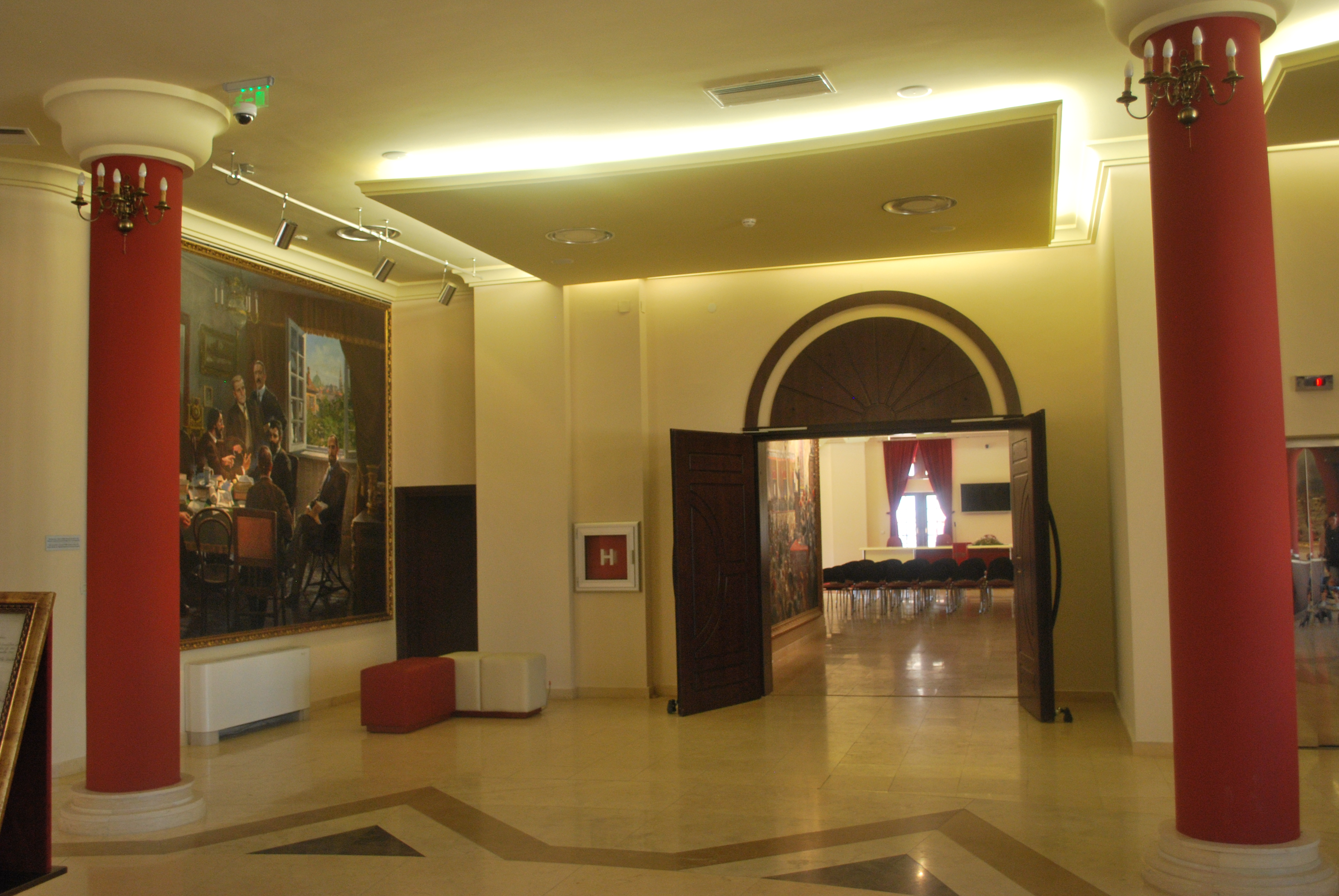
Jedno z pomieszczeń budynku muzeum; po lewej stronie widoczny obraz Kongres założycielski Wewnętrznej Macedońskiej Organizacji Rewolucyjnej (zjednoczonej) w Wiedniu, 1925 autorstwa Aleksandra Samsonowa

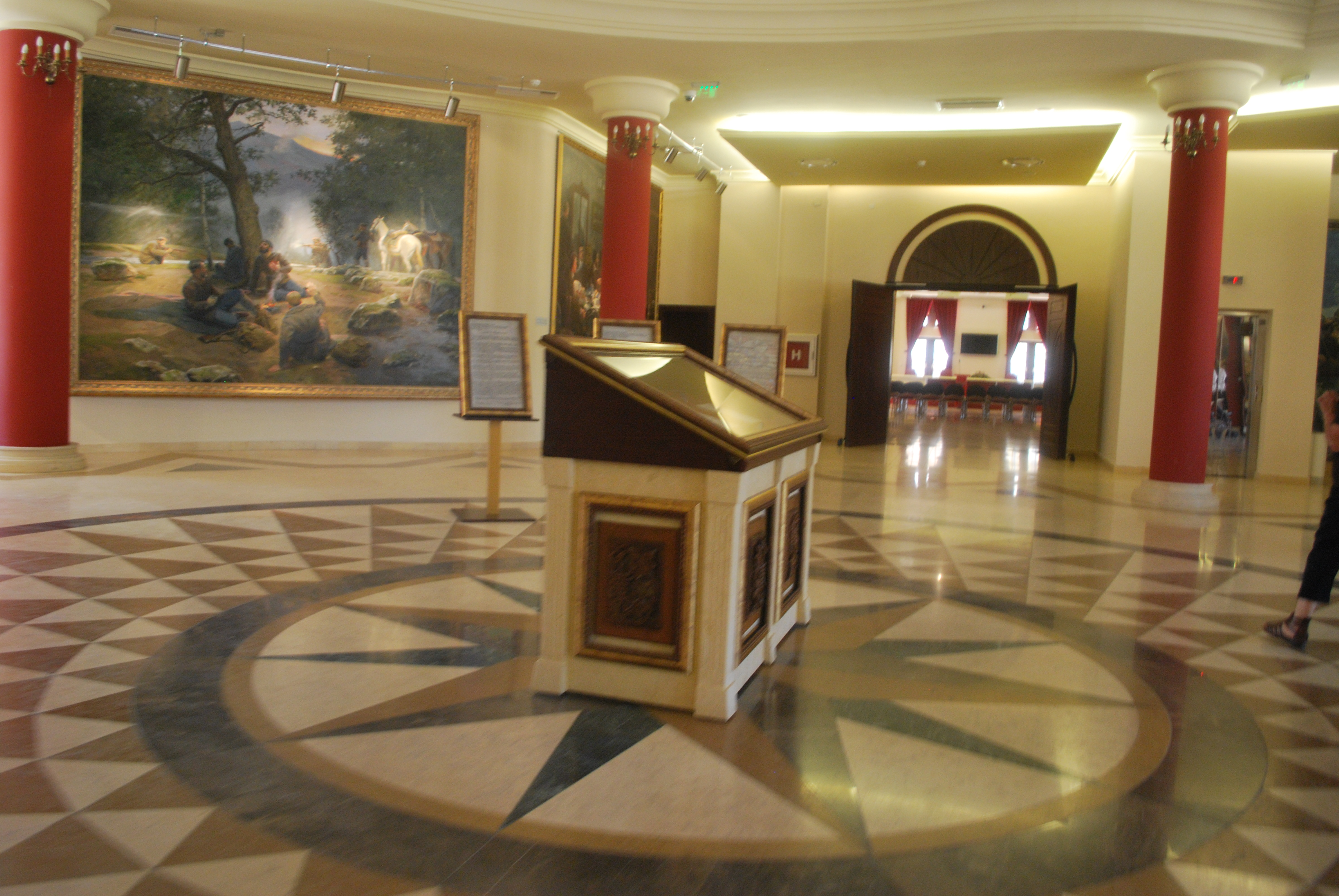
Hol budynku muzeum; na pierwszym planie gablota z deklaracją niepodległości Republiki Macedonii, zaś na dalszym planie widoczny obraz Morderstwo Todora Aleksandrowa, 1924 autorstwa Siergieja Troszyna

W muzeum można zobaczyć następujące obrazy:
- Dimitar Pop Georgiew Berowski, Wasił Ałachow, wym. 70 × 50 cm
- Mite Razwigorow (1873-1907), Miłan Andow, wym. 70 × 50 cm
- Car Rosji Mikołaj II, Atanas Atanasow, 1,50 х 1,20 m
- Krwawa droga Goli otok, Atanas Atanasow, wym. 3 х 5 m
- Zamach na generała Kovačevića, Łarisa Bondarenko, wym. 2 × 1,80 m
- Publiczne ogłoszenie w Bitoli reform przyjętych przez sułtanów osmańskich Abdülmecida I i Abdülaziza, Atanas Atanasow, wym. 2,5 × 4 m
- Egzekucja Michaiła Gawriłowa i Christa Michaiłowa, Łarisa Bondarenko, wym. 2 × 1,80 m
- Todor Aleksandrow, Atanas Botew, wym. 60 × 50 cm
- Biskup Nataniel (1820-1906), Atanas Botew, wym. 2,20 х 1.50 m
- Cesarz Franciszek Józef I, Płamen Włczew, wym. 1,50 х 1,30 m
- Krste Misirkow pisze swoją książkę „O sprawach macedońskich”, 1903, Stefan Georgiewski, wym. 2 х 3 m
- Dimitar i Konstantin Miładinowie, Władimir Georgiewski, wym. 1,50 х 1,20 m
- Dimitrija Czupowski pisze Memorandum 1 marca 1913 roku w Petersburgu, Stefan Georgiewski, wym. 2 х 3 m
- Spotkanie delegacji Rady Inicjatyw w sprawie zebrania Antyfaszystowskiego Zgromadzenia Narodowego Wyzwolenia Macedonii z Josipem Brozem Titą i przywódcami Jugosławii na wyspie Vis, czerwiec 1944, Nebojša Gjuranović, 2 х 3 m
- Egzekucja studentów ze Strumicy, 1951, Nebojša Gjuranović, wym. 2 × 4 m
- Metodija Andonow-Czento z dowództwem Narodowej Armii Wyzwolenia Macedonii, 1944, Nebojša Gjuranović, 2 × 3 m
- Wyzwolenie Skopja, Igor Jegorow, wym. 2 х 4 m
- Paweł Szatew opuszcza płonący statek „Guadalquivir”, Kirił Efremow, wym. 1,20 × 1 m
- Todor Aleksandrow i jego oddział, Igor Jegorow, wym. 2 х 3 m
- Miszo Szkartow (1884-1936), Goce Jakimowski-Bożurski, wym. 60 х 50 cm
- Paweł Szatew przekazuje głowę Marka Bosznjakowa (Gemidziiego) jego rodzinie w Ochrydzie, 1908, Wanczo Jakow, wym. 2 × 3 m
- Rewolucjonistki z Ochrydy leczą rannych i chorych powstańców, 1903, Danczo Kałczew, wym. 2 х 3 m
- Metodija Andonow-Czento (1901-1957), Danczo Kałczew, wym. 2,30 х 1,50 m
- Powstanie w Razłogu 1876, Danczo Kałczew, wym. 2 х 3 m
- Morderstwo Dame Gruewa, Jekaterina Kaminina, wym. 3 х 4 m
- Goce Dełczew i Gjorcze Petrow, Danczo Kałczew, wym. 1,20 х 80 cm
- Bunt Brygady Artylerii Narodowej Wojny Wyzwoleńczej w Skopju, styczeń 1945, Jekaterina Kaminina, wym. 2 х 3 m
- Proces przeciwko zwolennikom ideologii Wewnętrznej Macedońskiej Organizacji Rewolucyjnej, Jekaterina Kaminina, wym. 2 х 3 m
- Powstanie w Ochrydzie i Debarze, 1913, Jekaterina Kaminina, wym. 1,20 х 2 m
- Bitwa pod Gotenem, rejon Maleševo, Wielkanoc 1903, Jekaterina Kaminina, wym. 3 х 4 m
- Rumena Wojwoda 1826-1861/62, Konstantin Kaczew, wym. 60 х 50 cm
- Teodoziusz Gołoganow (1846-1926), Konstantin Kaczew, wym. 90 х 70 cm
- Produkcja drewnianej armaty w Kruszewie, Mikołaj Kołupajew, wym. 2 × 3 m
- Egzekucja Trajka Popowa, 1946, Mikołaj Kołupajew, wym. 2 × 3 m
- Bitwa oddziału Pitu Guliego pod Mečkin Kamenem z armią turecką, Aleksiej Kułakow, wym. 2 х 4 m
- Panko Brasznarow (1883-1951), Pawle Kuzmanowski, wym. 60 × 50 m
- Złożenie samego siebie w ofierze Hrista Uzunowa, Aleksiej Kułakow, wym. 2 х 4 m
- Przybycie delegatów i oddziałów na kongres w Smilewie, 1903, Jarosław Łoginski, wym. 2 × 5 m
- Oddział watażki Iliji Markowa-Maleszewskiego, Aleksiej Kułakow, wym. 2 х 3 m
- Zamach na króla Aleksandra I Karadziordziewicia w Marsylii, 1934, Antoni Maznewski, wym. 2 х 3 m
- Podpisanie Manifestu Majowego Wewnętrznej Macedońskiej Organizacji Rewolucyjnej w Wiedniu, 1924, Antoni Maznewski, wym. 2 х 3 m
- Gjorgija Pułewski 1817/18-1895, Kołe Manew, wym. 3 х 4 m
- Goce Dełczew, nauczyciel w Sztipie, 1896, Polina Miniejewa, wym. 3 × 4 m
- Rewolucja młodoturecka, 1908, Polina Miniejewa, wym. 2 × 3 m
- Spotkanie Wewnętrznej Macedońskiej Organizacji Rewolucyjnej w Resenie, 1894, Polina Miniejewa, wym. 3 × 4 m
- Kongres w Smilewie, 1903, Polina Miniejewa, wym. 3 × 4 m
- Zdemaskowanie Andona Stojanowa-Doncza Sztipianczeta podczas przemytu bomby dla Wewnętrznej Macedońskiej Organizacji Rewolucyjnej, 1896, Polina Miniejewa, wym. 2 × 3 m
- Utworzenie batalionu „Mircze Acew” 18 sierpnia 1943, pierwszej regularnej jednostki wojskowej w Macedonii, Polina Miniejewa, wym. 3 × 4 m
- Złożenie samego siebie w ofierze watażki Metodiego Patczewa i jego towarzyszy, 1902, Natalia Papirna, wym. 2 х 3 m
- Morderstwo Łazara Popa Trajkowa, 1903, Natalia Papirna, wym. 2 х 3 m
- Zabicie watażki Gjorgjiego Sugarewa i jego oddziału, 1906, Pawieł Ryżenko, wym. 3 × 4 m
- Wyzwolenie Klisury, Natalia Papirna, wym. 2 х 3 m
- Damjan Gruew, nauczyciel w Sztipie, 1895, Pawieł Ryżenko, 2 × 3 m
- Torturowanie Mirki Ginowej w greckim więzieniu, 1946, Pawieł Ryżenko, wym. 3 × 4 m
- Torturowanie Gjorgjiego Karewa w więzieniu w Idrizowie, 1949, Pawieł Ryżenko, wym. 3 × 4 m
- Zamach na Żikę Lasića w Belgradzie, 1928, Pawieł Ryżenko, wym. 2 × 3 m
- Deputowani do Parlamentu Osmańskiego, 1909, Pawieł Ryżenko, wym. 3 × 4 m
- Borisław Gradiszki w więzieniu w Idrizowie, Pawieł Ryżenko, wym. 3 × 4 m
- Ogłoszenie manifestu kwatery głównej Narodowej Armii Wyzwolenia Macedonii we wsi Crwena Woda, 1943, Aleksandr Samsonow, wym. 3 × 4 m
- Tureckie oblężenie wojsk Najwyższej Macedońskiej Organizacji Rewolucyjnej nad jeziorem Ardzan, 1903, Pawieł Ryżenko, wym. 3 × 4 m
- Metodija Andonow-Czento jako robotnik budowlany po zwolnieniu z więzienia w 1955/56, Aleksandr Samsonow, wym. 2 × 3 m
- Morderstwo Petara Czaulewa w Mediolanie, 1924, Aleksandr Samsonow, wym. 1,20 × 2 m
- Profesor Christo Matow i studenci Todor Aleksandrow i Paweł Szatew w Szkole Pedagogicznej w Skopju, Aleksandr Samsonow, wym. 2 × 3 m
- Kongres założycielski Wewnętrznej Macedońskiej Organizacji Rewolucyjnej (zjednoczonej) w Wiedniu, 1925, Aleksandr Samsonow, wym. 3 × 4 m
- Watażka Petar Czaulew ze swoim oddziałem przybył do Ochrydy, 1912, Aleksandr Samsonow, wym. 3 × 4 m
- Spalenie i zmasakrowanie wsi Katranica, Macedonia Egejska, 1944, Aleksandr Samsonow, wym. 1,2 × 2 m
- Zamach na Todora Panicę w Burgtheater w Wiedniu, 1925, Aleksandr Samsonow, wym. 3 × 4 m
- Lutowy marsz Ludowej Armii Wyzwolenia Macedonii, 1944, Aleksandr Samsonow, wym. 3 × 4 m
- Zabicie Goce Dełczewa 4 maja 1903, Aleksandr Samsonow, wym. 3 × 4 m
- Osadzenie w więzieniu skazanych rewolucjonistów macedońskich, 1902, Aleksandr Samsonow, wym. 2 × 3 m
- Dobri Daskałow (1882-1912), Aleksandar Stankoski, wym. 70 × 50 cm
- Dimo Hadżi Dimow (1875-1924), Aleksandar Stankoski, wym. 70 × 50 cm
- Zamach na Władisława Kowaczewa w Sofii, Sinisza Stefanowikj-Kaszawelski, wym. 1,80 х 2 m
- Władimir Połeżinowski (1913-1980), Aleksandar Stankoski, wym. 70 × 50 cm
- Damjan Gruew, Sinisza Stefanowikj-Kaszawelski, wym. 1,5 х 1,3 m
- Luka Dzerow (1869-1948), Sinisza Stefanowikj-Kaszawelski, wym. 70 х 50 cm
- Kongres w Rile, 1905, Sinisza Stefanowikj-Kaszawelski, wym. 2 х 4 m
- Bitwa o nóż, rejon Prilep, lipiec 1907, Sinisza Stefanowikj-Kaszawelski, wym. 2 х 4 m
- Atanas Dimitrow-Babata (1875-1909), Goce Trajkowski, wym. 70 х 50 cm
- Egzekucja więźniów z Wełesu, styczeń 1945, Iwanczo Talewski, wym. 2 х 3 m
- Kongres Ruchu Oporu na rzecz Wyzwolenia i Zjednoczenia Macedonii z Draganem Bogdanowskim w Monachium, 1974, Siergiej Troszyn, wym. 2 х 3 m
- Christo Tatarczew, Nowica Trajkowski, wym. 70 х 50 cm
- Szkoły czetników Wewnętrznej Macedońskiej Organizacji Rewolucyjnej, Siergiej Troszyn, wym. 2 х 3 m
- Wydarzenie Organizacji Ilindeńskiej w Sofii, Siergiej Troszyn, wym. 2 х 3 m
- Henry Noel Brailsford, Siergiej Troszyn, wym. 3 х 4 m
- Specjalne więzienie „Petrowa Hole” na Goli otok, Siergiej Troszyn, wym. 3 х 4 m
- Morderstwo Todora Aleksandrowa, 1924, Siergiej Troszyn, wym. 3 х 4 m
- Represyjne środki władz osmańskich podczas sprawy Vinicy, 1897, Aleksiej Fiedorow, wym. 3 х 4 m
- Traktat z Bukaresztu, podział Macedonii, 1913, Aleksiej Fiedorow, wym. 2 х 3 m
- Proces ocalonych „gemidzii” w Salonikach, Aleksiej Fiedorow, wym. 1,20 х 2 m
- Wycofanie się powstańców z Kruszewa, 1903, Aleksiej Fiedorow, wym. 2 х 3 m
- Demonstracja macedońskich żołnierzy na placu w Skopju, aby kontynuować walkę o zjednoczenie Macedonii, 7 stycznia 1945, Aleksiej Fiedorow, wym. 2 х 3 m
- Powstanie w Tikvešu, 1913, Aleksiej Fiedorow, wym. 3 х 4 m
- Kosta Sołew Racin pisze poezję, Stefan Hadzi Nikołow, wym. 2 х 3 m
- Spotkanie kierownictwa Organizacji Ilindeńskiej, 1921, Leonid Strickman, wym. 2 × 3 m
- Spotkanie rządu tymczasowego Republiki Kruszewskiej, 1903, Leonid Strickman, wym. 2 × 3 m
- Odczyt Manifestu Kruszewskiego na wsiach pod Kruszewem, 1903, Leonid Strickman, wym. 2 × 3 m
- Atak i wyzwolenie Kruszewa, Ilinden, 1903, Leonid Strickman, wym. 2 × 3 m
- Kapłan Toma Nikołow 1863-1946, Goce Trajkowski, wym. 70 х 50 cm

### Figury woskowe
Na wyposażeniu muzeum znajdują się figury woskowe następujących osób: Deda Ilja Maleszewskiego, Sirmy Wojwody, Tołe Paszy, Williama Ewarta Gladstone’a, Popa Stojana Razłowskiego, Dimitara Pop Georgiewa Berowskiego, Grigora Pyrliczewa, Krste Petkowa Misirkowa, Naima Frashëriego, Goce Dełczewa, Christa Matowa, Pere Toszewa, Iwana Hadżiego Nikołowa, Christa Batandżiewa, Christa Tatarczewa, Dame Gruewa, Petara Popa Arsowa, Andona Dimitrowa, Andona Stojanowa Toszewa (Doncza Sztipianczeta), Nikoły Petrowa Rusinskiego, Wasiła Czakałarowa, Metodiego Patczewa, Rafaela Kamchiego, Jane Sandanskiego, Ellen Marii Stone, Andona Janewa Kiosety, Pitu Guliego, Borisa Sarafowa, Panda Kliaszewa, Anastasa Łozanczewa, Nikoły Karewa, Ruszy Dełczewej, Georgiego Popa Christowa, Gjorgiego Sugarewa, Christa Uzunowa, Aleksandara Turundżewa, Apostoła Petkowa Terziewa, Alberta Sonnichsena, Kote Christowa, Łazara Popa Trajkowa, Mustafy Kemala Atatürka, Ahmeda Nijaziego Beja, Hüsejna Hilmiego Paszy, Ibrahima Temo, Christa Czernopeewa, Miłana Matowa, Petara Czaulewa, Petara Drwingowa, Dimitriji Czupowskiego, Nacy Pindzurowej, Majora Gjurovića, Dimitra Pindżurowa, Miles Franklin, Aleksandara Protogerowa, Hasana Prishtiny, Sarah Bernhardt, Todora Aleksandrowa, Gjorcze Petrowa, Redżepa Paszy Matiego, Dima Hadżidimowa, Władisława Kowaczewa, Arsenija Jowkowa, Pancza Michajłowa, Simeona Kawrakirowa, Dimitara Blachowa, Iwana Michajłowa, Mary Bunewej, Mihajla Kovačevikja, Velimira Prelikja, Władimira Czernozemskiego, Aleksandra I Karadziordziewicia, Louisa Barthou, Metodiego Szatorowa, Michajła Apostołskiego, Mircze Acewa, Strasza Pindżura, Kocza Racina, Nikoły Wapcarowa, Kuzmana Josifowskiego Pitu, Iliji Antewskiego, Łaza Trpowskiego, Mirki Ginowej, Nikoły Parapunowa, Aleksa Demniewskiego-Baumana, Kiriła Petruszewa, Emanuela Czuczkowa, Bane Andreewa, Tichomira Miłoszewskiego, Kira Gligorowa, Weselinki Malinskiej, Metodiji Andonowa-Czenty, Łazara Mojsowa, Kołe Czaszulego, Panty Mariny, Gjeorgjiego Karewa, Pawła Szatewa, Josipa Broza Tity, Cwetka Uzunowskiego, Łazara Koliszewskiego, Strachiła Gigowa, Jowana Koteskiego, Rista Sziszkowa, pięciu studentów ze Strumicy, Dragana Bogdanowskiego, Władimira Połeżinoskiego-Połeżiny, Łazara Sokołowa, Wenka Markowskiego, Panka Brasznarowa, Petre Piruzego i Aleksandara Rankovicia.

## Zwiedzanie
Muzeum Walki Macedońskiej jest jedną z najczęściej odwiedzanych tego typu instytucji w Skopju. Jest czynne od wtorku do niedzieli w godzinach 10.00-18.00. Opłata za wstęp wynosi 300 denarów.